# Machaeranthera
Machaeranthera es un género de plantas con flores perteneciente a la familia de las asteráceas.  Também conhecida como Áster Bronzeada. Comprende 127 especies descritas y solo 25 aceptadas.

## Descripción
Son especies variables en su apariencia. Algunas son pequeñas flores silvestres, mientras que otras son arbustos. Hibridan fácilmente unas con otras, haciendo difícil la identificación.  En general, los miembros del género se pueden identificar por las fuertes puntas en forma de daga  de las anteras en el disco de flores del centro de la flor.  Los cabezas florales son generalmente como margaritas y normalmente de un tono morado o azul, pero puede ser rosa, amarillo o blanco. Son nativas de América del Norte occidental.

## Taxonomía
El género fue descrito por Christian Gottfried Daniel Nees von Esenbeck y publicado en Genera et Species Asterearum 13, 224–225. 1832. La especie tipo es: Aster tanacetifolius Kunth.

## Especies seleccionadas
A continuación se brinda un listado de las especies del género Machaeranthera aceptadas hasta junio de 2011, ordenadas alfabéticamente. Para cada una se indica el nombre binomial seguido del autor, abreviado según las convenciones y usos.
| - Machaeranthera arenaria (Benth.) Shinners - Machaeranthera asteroides (Torr.) Greene - Machaeranthera coulteri (A.Gray) B.L.Turner & D.B.Horne - Machaeranthera crispa (Brandegee) B.L.Turner & D.B.Horne - Machaeranthera crutchfieldii B.L.Turner - Machaeranthera frutescens (S.Watson) Cronquist & D.D.Keck - Machaeranthera gracilis (Nutt.) Shinners - Machaeranthera gymnocephala (DC.) Shinners - Machaeranthera gypsitherma "G.L.Nesom, Vorobik & R.L.Hartm." - Machaeranthera gypsophila B.L.Turner - Machaeranthera heterophylla R.L.Hartm. - Machaeranthera incisifolia (I.M.Johnst.) G.L.Nesom - Machaeranthera johnstonii (S.F.Blake) B.L.Turner - Machaeranthera mexicana B.L.Turner & D.B.Horne - Machaeranthera parviflora A.Gray - Machaeranthera pinnatifida (Hook.) Shinners - Machaeranthera restiformis B.L.Turner - Machaeranthera riparia (Kunth) A.G.Jones - Machaeranthera sonorae (A.Gray) Stucky - Machaeranthera stenoloba (Greene) Shinners - Machaeranthera tagetina Greene - Machaeranthera tanacetifolia (Kunth) Nees - Machaeranthera tenuis (S.Watson) B.L.Turner & D.B.Horne - Machaeranthera turneri M.L.Arnold & R.C.Jacks. - Machaeranthera wigginsii (S.F.Blake) R.L.Hartm. |